# ドッケリーファーム
ドッケリーファーム（Dockery Farm）とは、アメリカ合衆国南部のミシシッピ州北西部、通称「ミシシッピ・デルタ（Mississippi Delta）」に存在した「アメリカで最初の綿農園」と言われる農場兼製材場の名称。

## 概要
別名は、ドッケリープランテーション（Dockery Plantation）という。
またドッケリー（Dockery）そのものは、ウィル・ドッケリー（Will Dockery/1865年 - 1936年）という農場主の名前にちなんだもの。
今でも広大な平地に綿花畑が広がるミシシッピ・デルタは、デルタ・ブルース（The Delta Blues）発祥の地でもあり、この一帯への玄関口ともなるテネシー州メンフィス（State of Tennessee Memphis）もまたブルースの発祥地として、同時にキング・オブ・ロックンロールとして知られるエルヴィス・プレスリー（Elvis Aaron Presley/1935〜1977年）の故郷でもあることからロックンロール（Rock'n Roll）出生の地として有名。

## 歴史
農場は当初材木のために購入された土地だったが、その土の豊かさに気づいたウィル・ドッケリーの手によって1895年から歴史を刻みはじめる。杉やゴムといった木々に覆われオオカミなどの野生動物が横行していた荒野を、綿を育てるために行う膨大な耕作作業が労働者を集め、その労働者に対し公正に接するウィル・ドッケリーの人柄、また農場専用のターミナルや新たな鉄道路線（ピー・ヴァイン鉄道）の開通も手伝い、結果2000人以上の人々が働いていたと言われる。

## 発展
農場独自の通貨が流通していたドッケリーファームには、学校や教会、郵便局、雑貨店などもあり、生活しやすいその環境から労働者のほとんどは農場内の宿舎に下宿。農場主が彼等の旅行といった出入りや余暇の過ごし方に好意的であったため、労働者の間では次第に音楽を演奏し楽しむ事が一般的となり、それがデルタ・ブルース発祥の地と言われる由縁でもある。

## 関連人物
ドッケリーファームでは、代表曲に「Big Road Blues」を持つトミー・ジョンソン（Tommy Jphnson/1896年 - 1956年頃）も一時働いており、他「デルタ・ブルースの父」と呼ばれるサン・ハウス（Son House/1902年 - 1988年）や「デルタ・ブルースのキング」と呼ばれるロバート・ジョンソン（Robert Johnson/1902年 - 1938年）に大きな影響を与えたとされる「デルタ・ブルースの創始者」チャーリー・パットン（Charly Patton/1891年 - 1934年）が1897年に、家族とともに農場へ移住している。
ちなみにチャーリー・パットンに関する資料は非常に少なく、生誕説については1881年と1887年の2通りが、また持病の心臓病で亡くなったとされるが落雷や伝染病、毒殺に刺殺とさまざまな死亡説があり多くの謎に包まれている。

## その後
1936年、ドッケリーファームはジョー・ライス・ドッケリー（Joe Rice Dockery/1906年 - 1982年）に相続。農作業の機械化やより大きな都市部での雇用の拡大など、時代の流れとともに労働力も徐々に消えていったが、今でもドッケリーファームの商業的な役割を担った当時の建物が歴史的建造物として残されている。